# Jamie Lee Curtis
Jamie Lee Haden-Guest, baronesse Haden-Guest (født 22. november 1958 i Los Angeles, California, USA) er en amerikansk skuespillerinde, som har medvirket i et større antal film.
Hun har modtaget en lang række priser, herunder Oscar for bedste kvindelige birolle for sin medvirken i Everything Everywhere All at Once og har været nomineret til seks Golden Globes, hvoraf hun har vundet to. Derudover har hun været nomineret til to BAFTA-priser (vandt den ene gang), en Emmy og en Screen Actors Guild Award, og derudover har hun en stjerne på Hollywood Walk of Fame.

## Biografi
Jamie Lee Curtis er datter af skuespillerne Janet Leigh og Tony Curtis. Hun fik sin store debut i 1978, da hun fik rollen som Laurie Strode i Halloween. Efter at være blevet berømt for roller i film som Bossen og Bumsen (1983), Perfect (1985) og Fisken de kaldte Wanda (1988), medvirkede i en af de største actionfilm (målt på omsætning) nogensinde, True Lies (1994), hvor hun vandt en Golden Globe for sin optræden. I 1998 medvirkede hun i Halloween H20: 20 Years Later, hvor hun igen spillede rollen, som gjorde hende berømt tilbage i 1978. I 1984 blev Curtis gift med instruktøren Christopher Guest, med hvem hun har to adoptivbørn. I 1996 blev hun baronesse og dermed en del af den britiske adel, da hendes mand arvede sin afdøde faders baroni (Baroniet Haden-Guest i Great Saling, Essex) og den dertil hørende adelige barontitel (baron Haden-Guest). Eftersom Curtis' og mandens to børn er adopterede, kan de ikke arve deres faders barontitel.

## Kendte honorarer
- Halloween: Resurrection (2002)	$ 3.000.000
- Halloween II (1981)			$ 100.000
- Halloween (1978)			$ 8.000

## Filmografi (udvalg)
- Everything Everywhere All at Once (2022)
- Knives Out - Var det mord? (2019)
- Halloween (2018)
- You again (2010)
- Hjælp, det er jul! (2004)
- Freaky Friday (2003)
- Halloween: Resurrection (2002)
- Virus (1999)
- Halloween: H20 - tyve år senere (1998)
- Bidske bæster (1997)
- My Girl 2 (1994)
- Livsfarlig løgn (1994)
- Forever young (1992)
- My girl - min første kærlighed (1991)
- Blue Steel (1989)
- Fisken de kaldte Wanda (1988)
- Nicky & Gino (1988)
- Ungt blod (1984)
- Bossen og bumsen (1983)
- Maskernes nat 2 (1982)
- Tågen (1980)
- Blodig midnat (1979)
- Halloween (1978)